# Kotzendorf (Königsfeld)

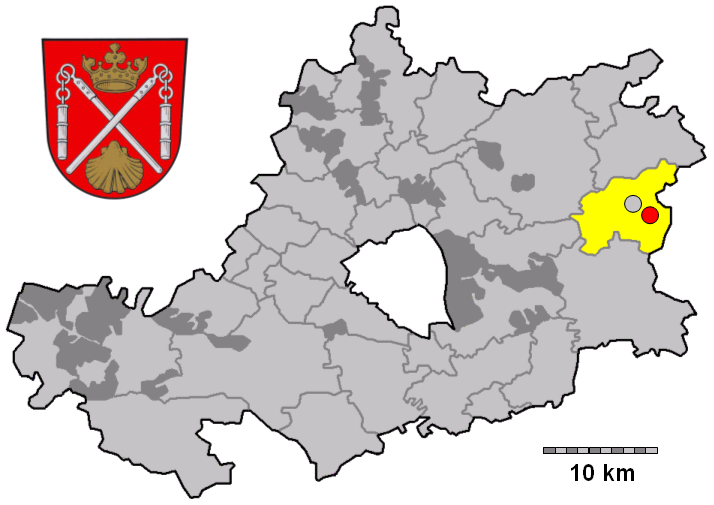
Lage im Landkreis Bamberg und in der Gemeinde Königsfeld

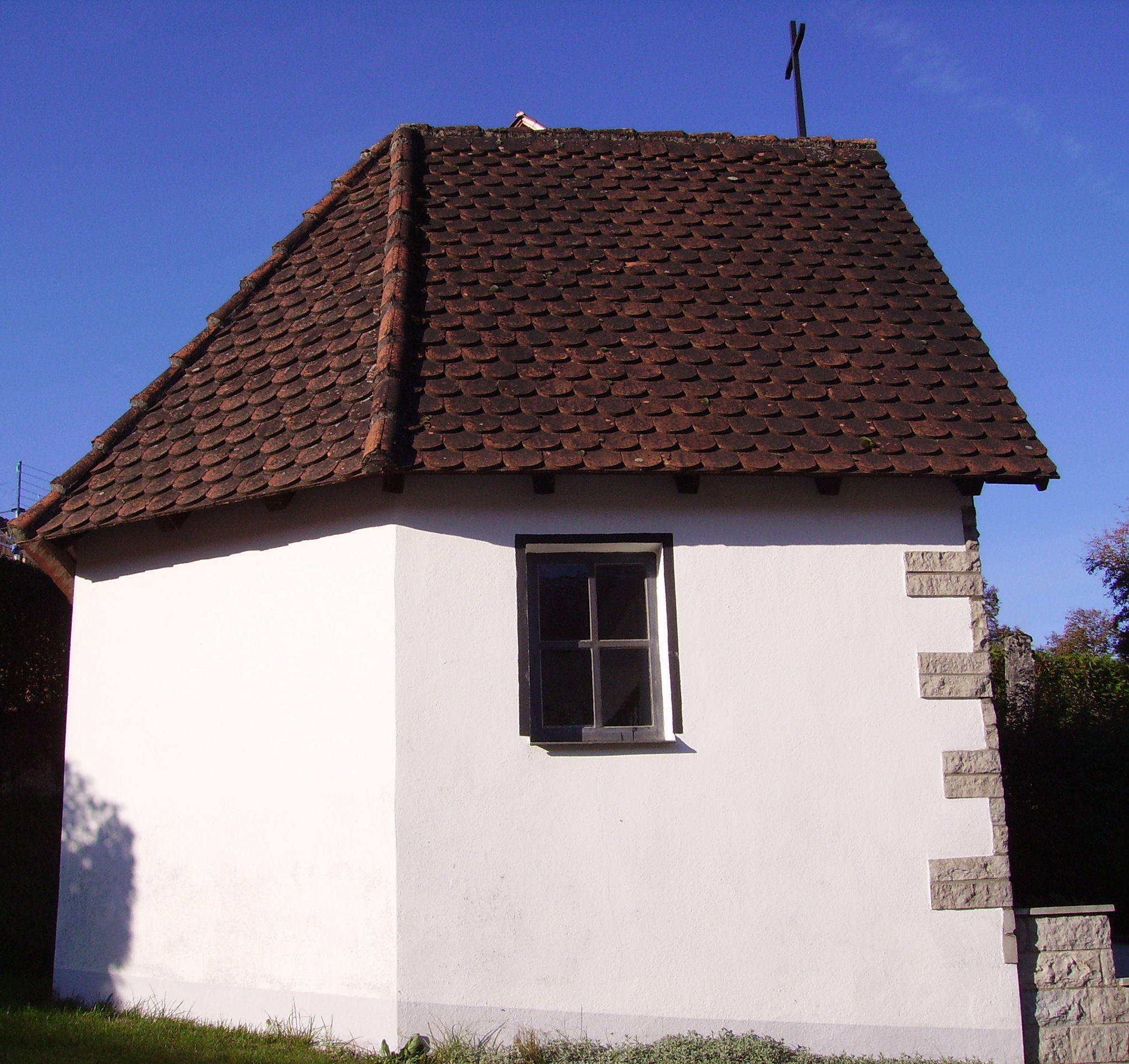
Die nahe der Ortsmitte gelegene Kapelle

Kotzendorf ist ein Gemeindeteil der Gemeinde Königsfeld im oberfränkischen Landkreis Bamberg in Bayern.

## Geografie
Das Dorf liegt in der Fränkischen Schweiz am Oberlauf des Flüsschens Aufseß. Die aus Königsfeld von Nordwesten kommende Kreisstraße BA 15 durchquert das Dorf in Nord-Süd-Richtung.

## Geschichte
Kotzendorf hatte in seiner Geschichte immer enge Beziehungen zu Königsfeld, mit dem es schon vor der Kommunalreform eine gemeinsame Gemeinde bildete. Die erste urkundliche Erwähnung von Kotzendorf war im Jahr 1142.

## Name
Der Name des Dorfes hat nichts mit Erbrechen zu tun. „Kotze“ bezeichnete früher grobe Wollkleidung. Die Kotze (auch Kotzen) ist ein aus grobem Wollzeug bzw. Loden gearbeiteter ponchoartiger Überwurf ohne Ärmel. Etymologisch mit „Kotze“ verwandt sind das zeitgenössische englische Wort für Mantel (coat) und Kutte.
Einen Ort mit dem gleichen Namen gibt es auch in Österreich, die Katastralgemeinde Kotzendorf (Gemeinde Gars am Kamp).

## Baudenkmäler
Das Bauernhaus mit der Hausnummer 23 und ein Steinernes Kreuz südlich des Dorfes an der Kreisstraße 15 sind Baudenkmäler.